# Silene purii
Silene purii är en nejlikväxtart som beskrevs av Gilbert François Bocquet och N.P. Saxena. Silene purii ingår i släktet glimmar, och familjen nejlikväxter. Inga underarter finns listade i Catalogue of Life.